# Hrvatska pošta
Hrvatska pošta, ou simplement Pošta, est le principal opérateur postal en Croatie.
L'entreprise est créée après la scission de la compagnie croate de poste et de télécommunication en 1990, ce qui donna lieu à la naissance de T-Hrvatski Telekom.